# Catocala locata
Catocala locata là một loài bướm đêm trong họ Erebidae.